# 佐藤安孝
佐藤 安孝（さとう やすたか、1940年2月3日 - ）は、日本の元バレーボール選手。1964年東京オリンピックバレーボール男子銅メダリスト。